# Карен Карапетян
Каре́н Вільгельмович Карапетя́н (вірм. Կարեն Վիլհելմի Կարապետյան, 14 серпня 1963, Степанакерт, НКАО, Азербайджанська РСР, СРСР) — вірменський державний діяч.
14-й прем'єр-міністр Вірменії (2016—2018). Виконувач обов'язків прем'єр-міністра Вірменії (з 9 по 17 квітня 2018 року і з 23 квітня 2018 року).

## Життєпис
- 1970—1980 — навчався в середній школі № 128 ім. Л.Толстого Єревану.
- 1980—1985 — навчався і з відзнакою закінчив факультет прикладної математики Єреванського Державного університету.
- 1985—1996 — працював в обчислювальному центрі Держплану РВ, а також в Асоціації діячів науки і культури та викладав в ЄДУ
- 1989 — присвоєний вчений степінь кандидата економічних наук.
- 1996—1998 — заступник генерального директора «ВІРМЕНЕРГО».
- 1998—2001 — генеральний директор ЗАТ «ВІРМЕНЕНЕРГО».
- 2001—2010 — Генеральний директор ЗАТ «Вірменросгазпром».
- 2006 — Указом Президента Вірменії нагороджений медаллю Ананії Ширакаці.
- 2010 — отримав учений ступінь доктора економічних наук.
- 17 грудня 2010 — 28 жовтня 2011 — мер Єревану.
- 2 грудня 2011 — 2012 1-й віце-президент ВАТ «Газпромбанк»[1].
- З 2012 Заступник генерального директора по стратегії и розвитку ТОВ «Газпром міжрегіонгаз».
- З 2015 Заступник генерального директора по міжнародним проектам ТОВ «Газпром енергохолдинг».
- 13 вересня 2016 року призначений на посаду прем'єр-міністра Вірменії.[2]

## Наукова діяльність
Автор 32 наукових праць, Захистив кандидатську дисертацію з економіки на тему «Імітаційна система прогнозування макроекономічних показників союзної республіки» (1989, ЄДУ).